# Ясний
Я́сний (рос. Ясный) — місто, центр Ясненського міського округу Оренбурзької області, Росія.

## Географія
Місто розташоване за 502 км на південний схід від Оренбурга, на Південному Заураллі, за 28 км від залізничної станції Развєдка, за 3 км від залізничної станції Горний Льон, за 24 км від кордону з Казахстаном.

## Історія
Засноване 1961 року у зв'язку з відкриттям Киїмбаївського родовища азбесту і будівництвом ГЗК «Оренбургасбест». Статус смт із 1962 року. Місто з 1979 року.

## Населення
Населення — 17363 особи (2010; 18545 у 2002).

## Господарство
Є завод залізобетонних виробів, молочний завод, хлібзавод, виробництво азбесту і щебеню (ВАТ «Оренбурзькі мінерали»).